# Toyota Corolla E9

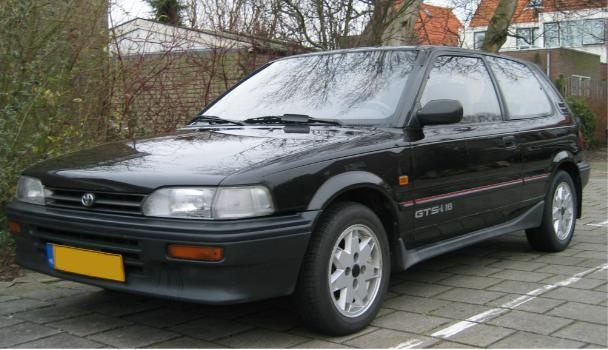
Een Toyota Corolla AE92

De Toyota Corolla E9 (Of ook wel E90) is de zesde generatie in de Toyota Corolla-modellenreeks.
Nog echt in Japan gebouwd in de periode van 1988 tot 1992, was hij wereldwijd verkrijgbaar in verschillende modelvarianten. 
Redelijk simpele maar toch hoogwaardige technieken zorgden ervoor dat ook deze generatie van de Corolla werd gekenmerkt door de betrouwbaarheid waar Toyota een naam in hoog te houden had. Voorzien van adequate motorisering, een handgeschakelde 5- of automatische 4-versnellingsbak en onafhankelijke McPhersons-ophanging voor en achter maakten ook het weggedrag voor dagelijks gebruik prima in orde.
In 1990 heeft de E9 nog een kleine facelift ondergaan, waarbij de uiterlijke wijzigingen beperkt bleven tot een licht gewijzigde voorbumper en de invoering van het nieuwe bedrijfslogo in de grille. De motorisering werd echter grotendeels herzien door de introductie van de injectiemotor. De 1600cc 16V 4A-F-motor met carburatie werd vervangen door de 4A-FE 1600cc 16V met elektronisch geregelde injectie, een techniek die tot dan toe alleen voorbehouden was aan de GTi-modellen met de 4A-GE 1600cc 16V-motor. Ook de 1300cc 12V 2E-motor werd leverbaar met elektronische injectie.

## Carrosserievormen
In Nederland was de hatchback veruit de populairste carrosserievorm, leverbaar als 3- of als 5-deurs, gevolgd door de liftback (5-deurs) en de sedan (4-deurs, was ook als 4WD te bestellen). De wagon-versies (die ook als 4WD te bestellen waren) hebben hier nooit echt gretig aftrek gevonden, wat ze in Nederland dan ook redelijk zeldzaam maakt. In andere leveringsgebieden buiten Europa werd er ook nog een coupé-versie van de E9 aangeboden, in afwijkende uitrustingsniveaus (te weten SR5 en de GT-S). Ook was de coupé te bestellen in weer twee verschillende carrosserievormen, die bekendstaan als de Trueno en de Levin. Hiervan wijkt echter alleen het voorfront van de auto af in zoverre dat de Trueno-modellen zijn voorzien van klapkoplampen.

## Motorisering
De motorisering bestond uit een 1.3 (motorcode 2E, later 2E-E) met 82 pk of 1.6 liter (motorcode 4A-F of 4A-FE) benzinemotor met 105 pk of een 1.8 liter-dieselmotor (motorcode 1C) met 64 pk. 
Van de Corolla hatchback en liftback zijn ook GTi-versies beschikbaar geweest met een 1.6 liter-benzinemotor (motorcode 4A-GE) met een vermogen van ongeveer 121pk tot 127pk. Dit was afhankelijk van de aanwezigheid van een katalysator.
Op de Japanse markt is er nog een bijzonder krachtige versie van de coupé-modellen verschenen met de 1.6 liter-benzinemotor, voorzien van een supercharger (motorcode 4A-GZE) waarvan de latere varianten 170 pk hadden.

## Uitrusting
De verschillende uitrustingsniveaus van de Corolla werden omschreven met een lettercombinatie, welke achter op de auto weergegeven was. Na de facelift werd deze lettercombinatie voorzien van een i om aan te geven dat ze voorzien waren van een injectiemotor. Het instapmodel stond bekend als de XL(i), de wat luxere modellen gingen als GL(i) door het leven. De sportieve variant stond bekend als de GTi (Deze werd alleen maar met injectiemotor geleverd). De Nederlandse importeur Louwman introduceerde nog een versie tussen de XL(i) en de GTi in, de GTSi met het sportieve uiterlijk van de GTi en de techniek van de XL(i).
Uiteraard waren deze uitrustingsvormen nog uit te breiden naar wens van de klant met vele extra's die nog op de optielijst stonden.
Deze serie Corolla's was de eerste die 100.000 km garantie meekreeg of 3 jaar garantie. Deze lange garantie periode in km en jaren was binnen de autowereld compleet nieuw in die tijd. 